# Cambodian Rocks
Cambodian Rocks — сборник камбоджийской рок-музыки 60-х — 70-х годов, состоящий из 22 безымянных песен гаражного и психоделического рока, выпущенный в 1996 году на лейбле Parallel World. В годы записи этих композиций, музыканты процветающей камбоджийской сцены объединяли западные рок- и поп-жанры с местными стилями и техниками. Когда в 1975 году к власти пришли «красные кхмеры», музыканты оказались в числе тех, кто, по мнению государства, представлял угрозу аграрно-социалистическим взглядам режима. Некоторые из исполнителей, песни которых включены в сборник, предположительно были убиты во время геноцида 1975—1979 годов в Камбодже. Большее количество информации о них и их творчестве было утеряно, хотя кое-что удалось восстановить после выхода альбома.
Компиляция была собрана из кассет, купленных американским туристом в 1994 году, и выпущена на лейбле Parallel World в 1996 году. Альбом получил высокую оценку как за музыку, так и за историческую и культурную значимость, хотя лейбл критиковали за то, что релиз был переиздан спустя годы без попытки установить личности участников. Благодаря сотрудничеству энтузиастов в Интернете все песни были идентифицированы. Cambodian Rocks послужил вдохновением для документального фильма 2015 года «Не думай, что я забыл».

## Исторический контекст
В годы, предшествовавшие приходу к власти «красных кхмеров» в 1975 году, в Камбодже процветала музыкальная сцена. В частности, в Пномпене артисты объединяли традиционные и местные стили с западными.
Режим «красных кхмеров» во главе с Пол Потом хотел вернуть Камбоджу к идиллическому представлению о прошлом, внедрив радикальную форму аграрного социализма и одновременно отказавшись от помощи и влияния извне. Чтобы построить и защитить свои утопические цели, режим считал враждебными всех, кто был связан с предыдущими камбоджийскими правительствами, этническими и религиозными меньшинствами, интеллектуалами и представителями определённых профессий. По мнению властей, артисты представляли угрозу из-за их влияния на культуру, несовместимости с аграрным образом жизни или проявления иностранного влияния. В период с 1975 по 1979 год около 2 миллионов человек (25 % населения страны) были убиты в ходе последовавшего геноцида в Камбодже. Считается, что среди убитых было несколько артистов, представленных на Cambodian Rocks, и информация о них уничтожена вместе с большей частью их творчества.

## Создание сборника
Будучи туристом в Камбодже в 1994 году, американец Пол Уилер (англ. Paul Wheeler) заинтересовался музыкой, которую он слышал в окрестностях Сиемреапа. Он купил «около шести кассет» с музыкой на рынке и собрал микстейп из своих любимых треков. Его друг из лейбла Parallel World в Нью-Йорке, услышав микстейп, согласился выпустить 1000 копий на виниле. Когда они были распроданы, лейбл выпустил гораздо более известную CD-версию, содержащую 22 песни вместо оригинальных 13.
Несколько рецензентов назвали альбом бутлегом. Ни Уилер, ни Parallel World не предоставили никакой информации об исполнителях или названиях композиций. При переиздании в 2003 году рецензент Мак Хагуд раскритиковал Parallel World за то, что они подтвердили статус бутлега, сохранив безымянный список треков, вместо того чтобы заняться поиском выживших исполнителей или их семей, которые, вероятно, получили бы большую выгоду от авторских отчислений. Благодаря более широкому доступу к информации в Интернете и возможности сотрудничества, все треки были идентифицированы.
Со времени первого релиза обложкой альбома служил рисунок углём, сделанный с одного из барельефов в храме Ангкор-Ват.

## Стиль
Записи отражают влияние рок- и поп-музыки, как в целом западной, так и американской в частности, из-за активного участия США в событиях в Юго-Восточной Азии во время войны во Вьетнаме. Компиляция получилась разнообразной, сочетая в себе ряд популярных западных жанров, таких как гаражный, психоделический и сёрф-рок, с кхмерскими вокальными техниками, инструментальными новшествами и влиянием танца ромвонг. Некоторые рецензии описывают необъяснимое качество песен, используя такие слова, как «загадочность» и «знакомость», чтобы объяснить широкую популярность сборника во время его выпуска. Например, песню Йоха Оуларанга «Yuvajon Kouge Jet» критики отмечали звучащей как «выхолощенный, пропитанный реверберацией» кавер на песню Them «Gloria». Рецензенты также отмечали сходство между песней Сына Сисамута «Srolanh Srey Touch» и кавером на песню Fleetwood Mac «Black Magic Woman» от группы Santana. Другие композиции сравнивают с творчеством таких коллективов, как Booker T. & the M.G.’s и The Animals.

## Список композиций
| №   | Название                                                                 | Длительность |
| --- | ------------------------------------------------------------------------ | ------------ |
| 1.  | «Йох Оуларанг — Jeas Cyclo»                                              | 4:31         |
| 2.  | «Руох Серейсоттхеа — Chnam oun Dop-Pram Muy»                             | 3:50         |
| 3.  | «Руох Серейсоттхеа — Tngai Neas Kyom Yam Sra»                            | 2:14         |
| 4.  | «Йох Оуларанг и Лив Тук — Sou Slarp Kroam Kombut Srey»                   | 2:12         |
| 5.  | «Сын Сисамут — Srolanh Srey Touch»                                       | 2:57         |
| 6.  | «Паен Ран — Rom Jongvak Twist»                                           | 2:34         |
| 7.  | «Паен Ран — Knyom Mun Sok Jet Te»                                        | 3:14         |
| 8.  | «Лив Тук — Rom Sue Sue»                                                  | 3:23         |
| 9.  | «Руох Серейсоттхеа — Jam 10 Kai Thiet»                                   | 3:23         |
| 10. | «Руох Серейсоттхеа — Jah Bong Ju Aim»                                    | 3:36         |
| 11. | «Сын Сисамут, Руох Серейсоттхеа, Паен Ран и Дара Джамчан — Maok Pi Naok» | 1:54         |
| 12. | «Сын Сисамут — Phneit Oun Mean Evey»                                     | 4:00         |
| 13. | «Йох Оуларанг — Yuvajon Kouge Jet»                                       | 3:27         |
| 14. | «Меас Самон — Jol Dondeung Kone Key»                                     | 3:43         |
| 15. | «Руох Серейсоттхеа — Kerh Snae Kyoum Thai»                               | 3:19         |
| 16. | «Руох Серейсоттхеа — Chnang Jas Bai Chgn-ainj»                           | 3:22         |
| 17. | «Руох Серейсоттхеа и Дара Джамчан — Kone Oksok Nas Pa»                   | 3:37         |
| 18. | «Руох Серейсоттхеа — Kom Kung Twer Evey»                                 | 3:19         |
| 19. | «Руох Серейсоттхеа — Penh Jet Thai Bong Mouy»                            | 3:11         |
| 20. | «Паен Ран и Ин Йен — Sralanh Srey Chnas»                                 | 2:20         |
| 21. | «Сын Сисамут, Меас Самон и Йох Оуларанг — Komlos Teng Bey»               | 2:07         |
| 22. | «Руох Серейсоттхеа — Retrey Yung Joup Knea»                              | 3:21         |

### Комментарии
1. ↑  В 2003 году в Камбодже только-только был принят первый закон об авторском праве, который впервые позволил семьям претендовать на интеллектуальную собственность артистов. В 2014 году семья Сына Сисамута предоставила доказательства авторства и получила право собственности на 180 песен. Это событие было отмечено праздником и трибьют-концертом[10][11].